# Dianne Reeves
Dianne Reeves (* 23. října 1956 Detroit, Michigan, USA) je americká jazzová zpěvačka. Pochází z hudební rodiny, její otec, zpěvák, zemřel když jí byly dva roky. Její matka hrála na trubku, pracovala však jako zdravotní sestra. Její bratranec byl hráč na klávesové nástroje a hudební skladatel a producent George Duke, který zemřel v roce 2013. Je držitelkou několika cen Grammy.